# Enzo Nenci
Enzo Nenci (Mirandola, 28 aprile 1903 – Virgilio, 10 marzo 1972) è stato uno scultore e disegnatore italiano.

## Biografia
Enzo Nenci nasce a Mirandola (provincia di Modena) in via dell'Ospedale, il 28 aprile 1903 dal maestro di musica e compositore Giuseppe Nenci e dalla contessa Giacomina Giulietti Dei, una gentildonna che aveva coltivato con passione la pittura.

### Formazione
Nel 1907 la sua famiglia si trasferisce da Mirandola a Ferrara, dove Enzo frequenta le scuole primarie e secondarie, si diploma in setticlavio, partecipa come violoncellista ai concerti di musica sinfonica e operistica diretti dal padre e modella la creta. Gualtiero Medri, direttore dei Musei Civici estensi, suo amico, scrive che "Nel granaio della sua casa colla creta che egli coll'aiuto d'un fratello andava a procurarsi sulle rive del Volano e di soppiatto portava a casa, cominciò ad essere scultore".
Tra i numerosi artisti che frequentano casa Nenci, Filippo de Pisis, Corrado Govoni, Giovanni Cavicchioli e il violoncellista Marcello Benedetto Mazzacurati, accrescono in Enzo la radicata passione per l'arte. Questa predilezione lo induce ad abbandonare la musica e ad interrompere gli studi tecnici, per recarsi a Firenze su consiglio del cugino della madre, lo scultore toscano Arnaldo Zocchi, per seguire i corsi di tecnica della lavorazione del marmo diretti dallo scultore Ezio Ceccarelli, amico di Auguste Rodin.
Lo studio della dura materia lo spinge a Pietrasanta, dove corrisponde fraterna amicizia col poeta di Querceta Garibaldo Alessandrini. 
Successivamente si trasferisce a Roma, ospite del cugino conte Giuseppe Giulietti (medaglia d'oro della Grande Guerra), che lo introduce nei migliori salotti capitolini, conosce le opere dei grandi maestri in basiliche e musei e frequenta lo studio di Arnaldo Zocchi e i maggiori artisti della capitale.

### Produzione giovanile
Sul finire del 1924 torna nella città estense dove apre uno studio in via Del Turco e, con le prime importanti commissioni, sposta il laboratorio nel Palazzo dei Diamanti. La sua opera assume rilievo quando nel 1925 e nel 1926, a fianco ad artisti affermati, partecipa alle mostre regionali emiliano-romagnole con opere che tendono a una "forma superiore di plastica, dove la materia non vale di per sé ma per quello che può esprimere".
Nei primi anni 1930, insegna plastica nelle scuole regie professionali e trasferisce lo studio nel rossettiano Palazzo Mazzucchi, sposando poi la nobildonna Rita Leonina Boari dalla cui unione nasce la figlia Giacomina. Nel 1932 soggiorna con loro a Zappolino di Castello di Serravalle, dove realizza diverse opere e frequenta a Case Rosse il medico-poeta Giuseppe Lenzi.
Il matrimonio con la  giovane contessa entra in crisi quando conosce la giovanissima Ida Liberali, che diventerà l'amata compagna della sua vita, dandogli altri cinque figli, Maria Elsa detta Mimmi, Giorgio, Claudio, Giancarlo e Giacomina. Sono anni in cui vive l'importante clima culturale della città estense, effuso dall'ambiente del Corriere Padano e dai collaboratori della sua Terza pagina (diretta da Giuseppe Ravegnani) e partecipa a mostre assieme a Giovanni Boldini, Giuseppe Mentessi, Cesare Laurenti, Filippo de Pisis, Achille Funi, Giovanni Battista Crema, Arrigo Minerbi e altri. Espone alla III^ Biennale d'Arte Triveneta di Padova e realizza monumenti a Venezia, Ferrara, Bologna e per la Libia.

### Maturità artistica e trasferimento a Mantova

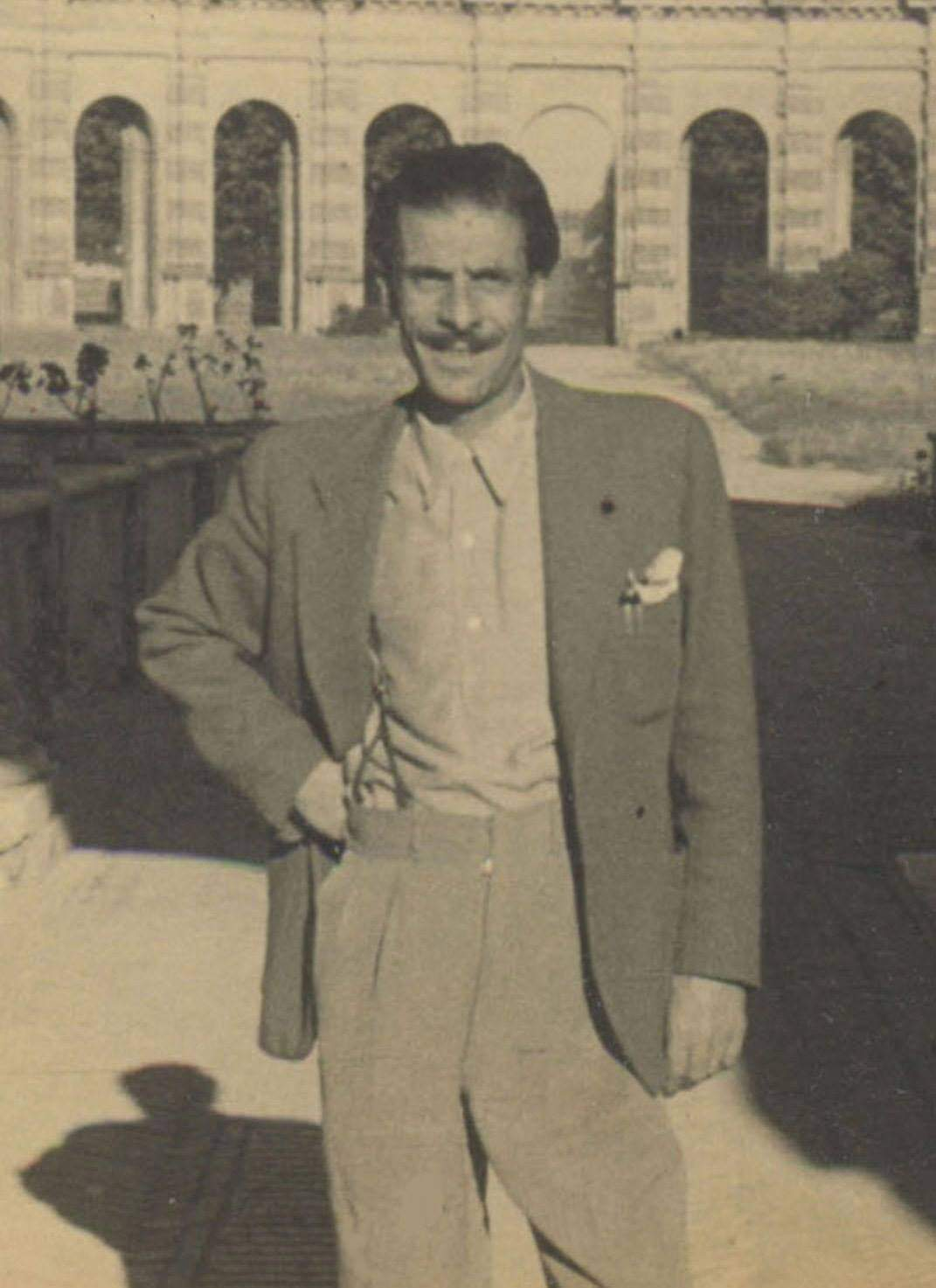
Enzo Nenci

Nel 1944 il suo ultimo atelier ferrarese, posto in Barriera di Porta Po, è distrutto da un bombardamento che causa la perdita di molte opere e della documentazione delle sue relazioni culturali. Durante gli ultimi anni di guerra s'impiega come capo-chimico allo stabilimento saccarifero di Polesella (Rovigo), e va a vivere con la famiglia a Frassinelle Polesine, dove modella dei ritratti e realizza alcune sculture marmoree. Al termine del conflitto bellico, nel quale perde due fratelli, si trasferisce a Ponte San Pietro (Bergamo), frequentando anche gli ambienti artistici di Milano, città dove dal 1931 risiedono tre fratelli e i genitori, e progetta dei modelli per le Ceramiche artistiche Antonio Borsato.
Subito dopo viene richiesto come chimico d'analisi negli zuccherifici del mantovano; affascinato dalla città di Andrea Mantegna e Giulio Romano, decide di abitarvi. Il dopoguerra non risparmia fatiche economiche agli artisti, ancor più se liberi da costrizioni politiche e di docenza, tuttavia, Nenci in breve tempo s'inserisce nell'ambiente artistico locale; la sua scultura riprende il discorso interrotto indirizzandosi verso una "ricerca della struttura e dell'espressione: vale a dire di una sintesi fra solidità della materia e duttilità del suo disegno". Le opere del primo periodo mantovano sono accolte con considerazione, ed esse si caratterizzano per delle "tensioni fisicamente corpose, come inarcature, nodi e grumi pieni di materia, alcunché di impulsivo e originario, fremente sotto la superficie" conseguite per mezzo di "una crescita dell'architettura dell'oggetto in primo piano. Perché la stessa energia e intelligenza tecnico espressiva che è dello scultore mentre allestisce sarà dello spettatore mentre osserva, e sarà, di conseguenza, di un oggetto nello spazio e della sua consistenza".
In questi anni nascono le prime "stalagmiti", definite da Luciano Caramel "lavori singolari" dei quali riconosce "tra quelli espressivamente più alti, quelli appunto dedicati e intitolati proprio alla famiglia, dando corpo, letteralmente, attraverso una materia palpitante, che si offre come fusa calata magmatica, ai vincoli, di sangue e di corrispondenza affettiva, tra genitori e figli".
Questa espressività avanza linearmente nel tempo con le Stalagmiti-stalattiti, che sono «composizioni per lo più affusolate e inerpicate, talvolta inarcate, che mimano gli effetti degli agglomerati calcarei modellati dall'acqua, quasi fanghiglia accorpata, capaci di assumere aspetto di respiranti presenze», nelle quali si avverte «profondamente il richiamo di quell'astrattismo sensitivo, sempre animato di una sottintesa carnalità» e compone, nello stesso momento, «della scultura come tecnica della spiritualizzazione della materia» conseguente al suo interesse per la filosofia e ai rapporti che trattiene con alcuni docenti di questa scienza delle università di Bologna, Urbino e San Marino.
A metà degli anni 1950 realizza gli Orientali, torniti nelle «enfie volumetrie bloccate», e, qualche anno prima, adolescenti e ritratti segnati da profonde e delicate introspezioni; in tali opere la materia è esaltata «nella resa delle superfici, nella politezza di certi volti nel controllatissimo mestiere». Nelle composizioni realizzate a Mantova riaffiorano «memorie del clima dell'adolescenza impregnata di simbolismo e futurismo, ma con fiducia nuova, capace di riscattare l'essenza decorativa propria della scultura e nello stesso tempo di rompere la compattezza dell'oggetto per farvi entrare l'aria in composizioni, armoniose e ritmiche, di pieni e di vuoti»: realizzazioni che lo distinguono in modo personalissimo nella storia della scultura italiana del '900.
Muore il 10 marzo 1972 nella sua casa a Virgilio.
Le mostre dedicate ad Enzo Nenci, curate da storici dell'arte in musei e gallerie sia pubbliche che private, sono al 2020 più di una ventina per le personali e retrospettive ed una quarantina riguardo alle collettive.

### Concorsi vinti e onorificenze
Tra i concorsi vinti, quello internazionale indetto nel 1954 per la statuetta dell'Orfeo d'oro, premio internazionale della musica lirica che venne assegnato ad Arturo Toscanini, Giuseppe Di Stefano, Mario Del Monaco, Nicola Rossi-Lemeni, Cesare Siepi, Dietrich Fischer-Dieskau, Dimitri Mitropoulos, Wolfgang Windgassen, Bruno Walter, Maria Callas, Ebe Stignani, Renata Tebaldi, Giulietta Simionato ed Elisabeth Schwarzkopf.
Le città di Mantova, Ferrara, Mirandola, Copparo e Virgilio gli hanno dedicato una strada.

## Tecniche di produzione
La produzione di Enzo Nenci, incentrata sulle realizzazioni scultoree, contava di una preparazione a disegni, sia come forma d'arte autonoma, sia come fase preparatoria alle opere plastiche che potevano essere realizzate, in fase finale, in terracotta, in gesso, in bronzo, in marmo ma anche, in alcuni casi, in cemento.

## Mostre personali
- 1958

Personale, Galleria Benedetti, Legnago
Opere scelte, Galleria La Gonzaghesca, Mantova, 30/10-10/11/1958
- 1969

Opere scelte, Circolo culturale G. Rosmini, Rovereto, 3-18//11/1969 (testo di Manlio Gabrieli)

### Retrospettive
- 1978

Mostra antologica - Opere scelte 1947-1972, Chiostrino di San Romano, Ferrara, 23/5-3/6 (testo di Renzo Margonari)
- 1980

Omaggio a Enzo Nenci, Corte Gonzaghesca, Pietole di Virgilio (MN)
- 1983

Enzo Nenci - sculture 1921-1971, Museo Civico di Palazzo Te, Mantova , 1/5-16/6 (testi di Antonello Trombadori, Licisco Magagnato, Gian Maria Erbesato)
- 1984

Enzo Nenci, sculture, Civica Galleria d'Arte Moderna - Palazzo dei Diamanti, Ferrara, 13/5-24/6 (testi di Francesco Bartoli, Licisco Magagnato)
- 1987

Enzo Nenci, sculture 1921-1958, Galleria del Popolo, Mirandola (Modena), 10/5-7/6; Galleria Comunale d'Arte "O.  Marchesi", Copparo, 27/8-25/10; Galleria Comunale d'Arte " U. Celada", Virgilio, 8/11-13/12 (testi di Paolo Fossati - Maria Cristina Mundici)
- 1990

Enzo Nenci. Stalagmiti-stalattiti e inediti, Museo Nazionale di Palazzo Ducale, Mantova, 24/8-23/9 (testo di Rossana Bossaglia)
- 1997

Enzo Nenci, sculture 1921-1971, Casa del Mantegna, Mantova, 15/2-31/3, a cura di Giuseppe Zecchini e Giorgio Nenci (testi di Vittorio Sgarbi, Franco Monteforte, Angelo Andreotti)
- 1999

Enzo Nenci, sculture 1945-1956, Volksbank-Kunstgalerie Kornplatz, Merano, 4-29/8 (testo di Carlo Bertelli)
- 2000

Bronzi di Enzo Nenci - sculture 1945-1978, Galleria d'Arte Mazzini, 1-31/5
- 2001

Enzo Nenci, sculture 1945-1958, Museo d'Arte moderna Villa Ippoliti, Gazoldo, 11/2-11/3 (testi di Carlo Bertelli, Renzo Margonari)
- 2002

Enzo Nenci, sculture 1945-1971, Palazzo Pretorio, Campiglia Marittima, 18/7-7/8/2002 (testo di Domenico Cara)
- 2003

Enzo Nenci 1903-1972. Retrospettiva, GAMA Civica Galleria d'Arte moderna, Gallarate, 30/11/2003-11/1/2004, a cura di Luciano Caramel; Museo Civico di Mirandola, 4/10-16/11, a cura di Luciano Caramel (testi di Luciano Caramel, Emma Zanella)
Enzo Nenci, disegni e inediti, Museo Virgiliano di Pietole (MN), 18/10-9/11 (testo di Gian Maria Erbesato)
- 2005

Assonanze, Fashion District, Mantova, 16/4-15/5, a cura di Vittorio Sgarbi (testo di Vittorio Sgarbi)
- 2006

Enzo Nenci, il periodo mantovano, mostra collaterale a Novegro Novecento, 5ª Mostra delle Arti Decorative del XX secolo, Milano, 19-22/1, a cura di Archeo900
Enzo Nenci a Mantova, mostra collaterale alla Fiera d'Arte Antiquaria, Gonzaga, a cura di Archeo900
- 2007

Assonanze, Palazzo Ducale, Revere (MN), 6/5-17/6 (testo dí Vittorio Sgarbi)
- 2009

Enzo Nenci il linguaggio della scultura (Omaggio a Enzo Nenci), Castello dei Pico, Mirandola (Mo), 26/9-8/11, a cura di Giampaolo Ziroldi; Civica Galleria d'Arte moderna A. Bonzagni", Cento, 19/12/2009-7/3/2010 (testi di Giuseppe Di Giacomo, Giuseppe Muscardini)
- 2010

Omaggio a Enzo Nenci scultore, Il Salotto di L. A. Muratori, Vignola (Mo), 6-21/11, a cura di Michele Fuoco e dell'Associazione Amici dell'Arte di Vignola
- 2011

Enzo Nenci il linguaggio della scultura, ex-chiesa Madonna della Vittoria, Mantova, 15/1-27/2, a cura dell'Associazione Amici di Palazzo Te e dei Musei Mantovani (testo di Gianfranco Ferlisi)
Enzo Nenci la scultura come coscienza, Palazzo Bellini, Comacchio, 16/4-22/5, a cura di Laura Ruffoni e Gianfranco Ferlisi (testi di Giuseppe Di Giacomo, Giuseppe Muscardini)
- 2017

Enzo Nenci (1903-1972), Elegie affettive, Torrazzo Gonzaghesco di Commessaggio (MN), a cura del Liceo Artistico “Giulio Romano” di Mantova, 14/7-15/8
- 2018

Enzo Nenci (1903-1972) - Intimità spirituale, Basilica Palatina di Santa Barbara - Polo Museale del Palazzo Ducale di Mantova, a cura del Liceo Artistico Giulio Romano, Mantova, 7/4- 1°/5
All’ombra della scultura. Enzo Nenci 1903-1972, Castello Gonzaghesco di Redondesco, 15/7-5/8
- 2020

Enzo Nenci "copparese" 6 sculture e una fontana, Galleria civica Alda Costa, Copparo, 5-27/9

## Mostre collettive
- 1925

Mostra d’Arte Regionale Emiliana, Castello Estense, Ferrara, 7/6-7/7
- 1926

Mostra  d’Arte Regionale Emiliano-Romagnola, Castello Estense, Ferrara, 30/7-5/9
- 1928

Grande Mostra “ La Settimana Ferrarese”, Palazzo Sant'Anna,  Ferrara, 1/10-30/11 a cura di Giannetto Avanzi
- 1929

Mostra Scultori Ferraresi, Palazzo Sant'Anna, Ferrara, 8-31/12
- 1932

III^ Mostra Biennale d’Arte Triveneta, Padova, 12/10-30/11
Mostra Sindacale Artisti Ferraresi, Atrio del Teatro Comunale, Ferrara, 4-14/12
- 1933

III^ Mostra Regionale d’Arte Emiliano Romagnola, Palazzo S. Anna, Ferrara, 2/6-14/7
- 1934

Mostra di Belle Arti, Argenta,  2-30/10
- 1935

Mostra d’Arte “La Settimana Centese”, Cento, 8-15/9
- 1937

Mostra Interregionale “ Pro Patria”, Castello Estense, Ferrara, 7/4-21/5
- 1950

Mostra Collettiva Artisti Mantovani, Palazzo Te, 1/5-30/10
- 1952

I^ Mostra Sindacale d’Arte, Casa del Mantegna, 11/5-1/6
- 1953

Mostra d’ Arte “ Premio Mantegna”, Casa del Mantegna, 4-18/10
Mostra Provinciale d’Arte CIF, Palazzo delle Poste, Mantova, 16/5-4/6
- 1954

II^ Mostra Sindacale d’Arte, Casa del Mantegna, 6/5-20/6
VII° Premio Suzzara, Suzzara, settembre
VII^ Esposizione Nazionale d’Arte, Roma
- 1955

III Mostra Sindacale d’Arte, Casa del Mantegna, 12-26/6
VIII° Premio Suzzara, Suzzara, settembre
- 1956

Mostra d’Arte Contemporanea, Palazzo della Ragione, Mantova, 16-30/6
VII^ Esposizione d’Arte Contemporanea, Galleria delle Antichità-Palazzo Ducale, Sabbioneta, 21-28/10
IX° Premio Suzzara, Suzzara, settembre
- 1957

I^ Mostra Interregionale d’Arte, Veronella, 2-23/9
- 1958

Mostra d’Arte “Premio Viadana”, Viadana, 1-30/6
- 1959

Mostra Sindacale d’Arte Federazione Artisti, Galleria La Gonzaghesca, Mantova, 14-31/12
Mostra Collettiva Artisti Mantovani, Circolo La Rovere, Mantova,  20/12/1959-9/1/1960
II^  Mostra Nazionale d’Arte moderna, Cecina, 2-30/8/
- 1961

Interregionale d’Arte “Cremona 61”, Palazzo dell’Arte, Cremona, 18/6-2/7
- 1962

Interregionale d’Arte “Cremona 62”, Palazzo dell’Arte, Cremona, 13/5-10/6
- 1963

Interregionale d’Arte “Cremona 63”, Palazzo dell’Arte, Cremona, 5/5-9/6
Interregionale d’Arte “Ricci Oddi”, Palazzo Ricci-Oddi, 13-30/6
- 1965

Mostra collettiva di Pittura e Scultura, Salone  del Capitaniato, Cologna Veneta, 5-12/9
- 1967

I^ Rassegna Arti Figurative Mantovane, Palazzo della Ragione, 4-18/5
Mostra Interregionale d’Arte “Monteverdiana”, Palazzo dell’Arte, Cremona, 21/5-25/6
- 1971

I^ Mostra Regionale Lombarda, Palazzo dell’Arte, Cremona, 5-30/9
Premio Nazionale d’Arte “San Giusto”, Trieste, 18-31/3

### Retrospettive
- 1975

Arte Figurativa Mantovana del XX° Secolo, Pinacoteca Comunale, Quistello, 23/8-7/9
- 1981

Arte a Virgilio, Palazzo Comunale, Virgilio, 14/2-3/3, a cura di  Maria Grazia Savoia e Alessandro Dal Prato
- 1984

Ferrara Ritrovata, Galleria Il Tarlo, Ferrara, 2-27/5
Disegno Mantovano del ‘900, Museo Civico di Palazzo Te, Mantova, 1/9-20/12, a  cura di Renzo Margonari, Francesco Bartoli, Gian Maria Erbesato
- 1988

Itinerari Gonzagheschi, Palazzo Ducale, Sabbioneta , 3-30/9, a cura di Renzo Margonari
- 1991

‘900, 2^ Mostra Arti Decorative del XX° Secolo, Castello di Sartirana Lomellina, 5-5 / 19-5-1991
- 1992

La Ceramica del ‘900, Museo internazionale delle ceramiche in Faenza, 14-22/9
- 1994

Un Museo in Mostra, Palazzo Massari, Ferrara,  a cura di Beatrice Buscaroli
- 1996

Mantovaska Kipara, Salon Galerrjie Karas, Zagreb, a cura dell’Istituto Italiano di Cultura di Zagabria
- 1997

Terrecotte, Casa di Rigoletto, 1/2-1/3, (testo di Luciana Gandini)
Motivi di scultura mantovana del ‘900, Museo Civico di Palazzo Te, Mantova, 16/5-10/8, a cura di Gian Maria Erbesato
Recenti donazioni alla Galleria d’Arte Moderna “Aroldo Bonzagni”, Rocca  di Cento, 13/4-11/5
- 1999

Pittori e Scultori modenesi tra ‘800 e ‘900, Circolo degli Artisti, Modena, 1/9-31/10, a cura di Michele Fuoco
Arte a Mantova 1900-1950, Fruttiere di Palazzo Te, Mantova, 26/9/1999-16/1/2000, a cura di Zeno Birolli
Il Disegno a Mantova 1900-1950, Pinacoteca Comunale, Quistello, a cura di Claudio Cerritelli
Le Collezioni Permanenti del Museo delle Generazioni italiane del ‘900 G. Bargellini, Magi '900, a cura di Giorgio Di Genova
- 2000

Il Disegno a Mantova 1900-1950, Pinacoteca Comunale, Quistello, 1/4-21 /5, a cura di Ferdinando Capisani e Franco Bassignani
Arte a Mantova 1950-1999, Museo Diocesano, Mantova, 8/4-11/6, a cura di Claudio Cerritelli
Le Collezioni d’Arte della Provincia, Casa del Mantegna, 16/7-10/9, a cura di Renzo Margonari
- 2001

Arte e Arti, Le Collezioni Camerali, Palazzo della Camera di Commercio, Mantova, 22/3-28/4, (testo di Renata Casarin)
Il Po in controluce. Arte padana, alluvione e dintorni, Complesso degli Olivetani, a cura di Laura Gavioli, 1/12/2001-4/3/2002
- 2004

Il trionfo dell’incanto, Galleria Antiquaria Zanini, San Benedetto Po, 1/12/2004-31/1/2005, a cura di Franco Negri
Due Scultori e un Monumento, Palazzo Ducale, Massa, 18/12/2004-24/1/2005, a cura di Giuseppe Silvestri
- 2005

Il Male - Esercizi di Pittura crudele, Palazzina di caccia di Stupinigi, 25/2-26/6, a cura di Vittorio Sgarbi
- 2006

Primo Carnera - Mostra del Centenario, Palazzo della Ragione, Milano, 6/11/2006-28/1/2007, a cura di Alfonso Panzetta
Art.1 - Cento anni di lavoro nell’Arte a Mantova, Palazzo della Ragione, Mantova, 25/1-28/2, a cura di Pietro Sanguanini
Galleria d’Arte moderna “Aroldo Bonzagni”, Cento, a cura di Fausto Gozzi e Valeria Tassinari
- 2007

Eredità del Simbolismo - Mitologie, Etnografie, Esoterismi, Galleria d’Arte moderna “Aroldo Bonzagni”, Cento, 12/3-18/4, a cura di Roberto Roda
Vette incantatte. Boschi fatati. Acque magiche. Visioni simboliste della montagna e della natura, Sovramonte, 9/6-8/7, a cura di  Roberto Roda
- 2010

Scultori Mantovani del Novecento, Pinacoteca Comunale, Quistello - Museo Diffuso “Giuseppe Gorni”, Nuvolato,  27-2 /18-4-2010, a cura di Ferdinando Capisani e Mauro Corradini
Anti-Matter. Sculture del Sacro da Gorni al fantasy, Spazio d’Arte “Il Saggio”, Mantova, 29/5-20/6, a cura di Gianna Pinotti
- 2011

Opere dalla Collezione d’Arte Moderna e Contemporanea della Provincia di Mantova, Casa del Mantegna, 10/9-27/11, a cura di Gianfranco Ferlisi
La fortuna e la memoria di Virgilio, Archivio di Stato, Mantova, 15/10/2011-8/1/2012, a cura di Daniela Ferrari
Recenti acquisizioni, Museo Diocesano “F. Gonzaga”, Mantova, 4/11-1/12, a cura di Gian Maria Erbesato
Arte: lo specchio della bellezza, Galleria Antiquaria Zanini, San Benedetto Po, 3/12/2011-29/1/2012, a cura di Franco Negri
- 2012

Il paesaggio dell’Alto Mantovano: arte, identità, territorio, Casa del Mantegna, 20/4-15/7, a cura di Gianfranco Ferlisi
Boldini, Previati e de Pisis. Due secoli di grande arte a Ferrara, Palazzo dei Diamanti, 13/10/2012-13/1/2013, a cura di Maria Luisa Pacelli, Barbara Guidi, Chiara Vorrasi
- 2013

Da Boldini a de Pisis - Firenze accoglie i capolavori di Ferrara, Galleria d’arte moderna di Palazzo Pitti e Villa Bardini, Firenze, 19/2-19/5, a cura di Maria Luisa Pacelli, Barbara Guidi, Chiara Vorrasi
Alluminio, tra Futurismo e Contemporaneità, Cassero per la Scultura italiana dell’Otto-Novecento, Montevarchi, 8/6-8/9, a cura di Alfonso Panzetta
Virgilio nella memoria contemporanea, Museo Virgiliano, Pietole di Virgilio,12/10-10/11, a cura di Gianna Pinotti
- 2014

Assonanze in una famiglia d’Artisti - Enzo Nenci & Teresa Noto, Galleria Il Saggio, Mantova, 30/8-7/9, a cura di Gianfranco Ferlisi
- 2015

Artisti da fine Ottocento ai giorni nostri, Palazzo della Racchetta, Ferrara, 5-23/12, a cura di Arianna Fornasari
Uomini favolosi. Arte, pittura e storia nel cenacolo di Giuseppe, Giulio e Ugo Sissa, Centro Culturale Livia Bottardi Milani, Pegognaga, 19/12/2015-17/1/2016, a cura di Gianfranco Ferlisi
- 2016

Quadri da esposizione - Stefano Arienti interpreta l’Arte a Mantova nel Novecento, Palazzo Te - Fruttiere, 23/4- 26/6
- 2017

Al suon della famosa cetra, Biblioteca Teresiana, Mantova, a cura di Paola Besutti, 1°/6-16/9
- 2018

Omaggio a Enzo Nenci inserito nella mostra Via Crucis - Ispirati dalla Passione, Rivarolo Mantovano, Palazzo Del Bue, a cura di Andrea Scazza, 29/3-29/4
Donne e Madonne - La figura femminile nell’Arte dal XV° secolo a oggi, Gam - Palazzo Lomellini, Carmagnola, a cura di Elio Rabbione, 1°/6-29/7
Fato e destino. Tra mito e contemporaneità, Complesso Museale Palazzo Ducale, Mantova, a cura di Renata Casarin e Lucia Molino, 8/9/2018-6/1/2019
- 2019

800/900 - Cultura e società nell’opera degli artisti ferraresi, a cura di Luciano Rivi, Andrea Sardo, Chiara Vorrasi, Palazzina di Marfisa d'Este, Palazzo Bonacossi, Museo di Casa Romei, Ferrara, 22/9-1/12/2019

## Opere
Fu autore, agli inizi degli anni Trenta, di alcuni busti in marmo collocati nel Sacrario dei Martiri fascisti (Luigi Barbieri, Fausto Gori, Natalino Magnani, Edmo Squarzanti, Alberto Tognoli) posto nell'allora nuova sede della Casa del Fascio, assieme ad altri eseguiti dai colleghi Giuseppe Virgili, Ulderico Fabbri, Antonio Alberghini, Laerte Milani e Gaetano Galvani.

### Opere in musei e luoghi pubblici
- Testina (ritratto del fratello Giancarlo), 1920, terracotta patinata, coll. Comune di Copparo (Ferrara)
- Il fraticello (ritratto del fratello Roberto), 1924, terracotta patinata, coll. Comune di Copparo (Ferrara)
- Lo strazio, 1925, bronzo, coll. Museo d'Arte moderna F. de Pisis, Ferrara
- Mater Dolorosa, 1925, bronzo, coll. Civiche Raccolte d'Arte moderna - Museo del Novecento, Palazzo Reale Milano; Museo d'Arte moderna di Latina
- Ritratto di Enrico Canè, 1926, marmo di Carrara, atrio del Centro Servizi alla Persona, Ferrara
- Allegoria dei fiumi Po e Reno e Stemma della Provincia, 1927, marmo di Carrara, portale del Palazzo della Camera di Commercio di Ferrara
- La Pietà, 1927, marmo di Carrara, coll. Comune di Copparo
- Monumento in memoria di Anna Wogatsch Storia, 1928, marmo di Carrara, Isola di San Michele, Venezia
- Il Lamento d'un cieco, 1927, marmo pario, coll. Comune di Copparo
- Testa dell'aviatore, 1930, caolino policromo, coll. Museo Civico d'Arte Moderna F. de Pisis, Ferrara
- Spirito malato, 1930, marmo di Carrara, coll. Comune di Copparo
- Nazareno, 1932, terracotta patinata, coll. Istituto di Cultura Giorgio Cini, Ferrara
- Grande Angelo, 1932, cemento, Cimitero di Tresigallo (Ferrara)
- Fontana monumentale dedicata ai Caduti di Copparo, 1933-34, marmo verde imperiale e bianco di Carrara
- Cristo flagellato, 1934, gesso, coll. Comune di Copparo
- Monumento in memoria dell'aviatore Giorgio Bombonati, 1936, marmo statuario, ex. Scuole di Borgo San Giorgio, Ferrara
- Monumento ai Caduti di Cona, 1935, marmo di Carrara, Scuole elementari di Cona (Ferrara)
- L'impero, 1936, bronzo, Museo delle Generazioni italiane del 900 G.Bargellini, Pieve di Cento (Bologna)
- Crocifissione, 1939, bronzo, Chiesa del Centro Servizi alla Persona, Via Ripagrande, Ferrara
- Monumento in memoria dell'aviatore Francesco Baracca, 1940, marmo di Carrara, Istituto Statale d'Arte F.Palma di Massa
- Monumento in memoria dell'aviatore Ivo Oliveti, 1940, marmo di Carrara, Istituto Statale d'Arte F.Palma di Massa
- Ulisse, 1949, terracotta patinata, coll. Museo Civico d'Arte Moderna F. de Pisis, Ferrara
- Testina, 1949, terracotta patinata, coll. Fondazione BAM-MPS
- Deposizione, 1949, bronzo, coll. Civica Galleria d'Arte moderna, Gallarate
- Stalagmite-La famiglia, 1950, bronzo, coll. Museo d'Arte moderna A.Bonzagni
- Argonauta, 1950, bronzo, coll. Museo Civico di Palazzo Te, Mantova
- Difendo la mia terra, 1951, terracotta, coll. Amministrazione Provinciale di Mantova
- Allegoria dell'arte e dell'artigianato, 1951, terracotta patinata, coll. Camera di Commercio di Mantova
- San Giovannino, 1953, bronzo, coll. Museo Diocesano F.Gonzaga, Mantova
- Ritratto di Tazio Nuvolari, 1953, terracotta, coll. Museo Tazio Nuvolari
- Mimmi, 1956, terracotta, Museo d'Arte moderna Alto mantovano, Gazoldo Ippoliti (MN)
- Stalagmiti-stalattiti - nube vitale, 1957, bronzo, coll. Museo Civico d'Arte Moderna F. de Pisis, Ferrara
- Il canapino, 1957, terracotta patinata, coll. Camera di Commercio di Mantova
- I giochi, 1962, ceramica smaltata, coll. Comune Mantova
- Scene di famiglia, 1962, ceramica smaltata, coll. Comune Mantova
- In classe, 1962, bronzo, decorazione Scuole di Borgo Pompilio, Mantova
- Pannelli decorativi posti nella Scuola Media Scipione Gonzaga, 1964, terracotta, Bozzolo (Mantova)
- Stalagmite - continuità, 1968, bronzo, coll. GAMA, Galleria d'Arte moderna, Gallarate (Varese)
- Ritratto di Ernesto “Che” Guevara, 1969, bronzo, Centro Nactional de la Cultura Comunitaria L'Avana